# San Benito (Cochabamba)
San Benito – miasto w Boliwii, w departamencie Cochabamba, w prowincji Punata.